# Мануил I Великий Комнин
Мануи́л I Вели́кий Комни́н (ср.-греч. Μανουήλ Α΄ Μέγας Κομνηνός; 1218, Трапезунд — март 1263, там же) — четвёртый император Трапезундской империи в 1238—1263 годах.

## Правление

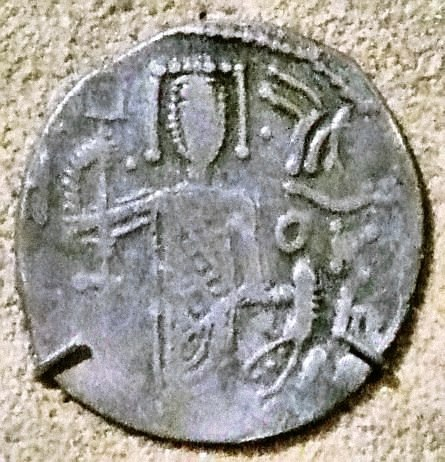
Аспр Мануила I

Мануил был вторым сыном основателя династии Великих Комнинов императора Алексея I.

### Отношения с монголами
В 1243 году армия Трапезундской империи в союзе с турками-сельджуками и Никейской империей сразилась против монголов в битве при Кёсе-Даге. Союзная армия была разгромлена, и с 1244 года Мануил I стал вассалом монгольского великого хана Угэдэя.
В 1246 году Мануил лично посетил ставку сына Угэдэя великого хана Гуюка. Верный политический выбор императора был вскоре вознагражден. По мнению историка Шукурова, Мануил получил от монгольского хана ярлык на правление Трапезундом и Синопом. 24 июня 1254 года Мануил отвоевал у сельджуков Синоп.

### Посольство к Людовику IX

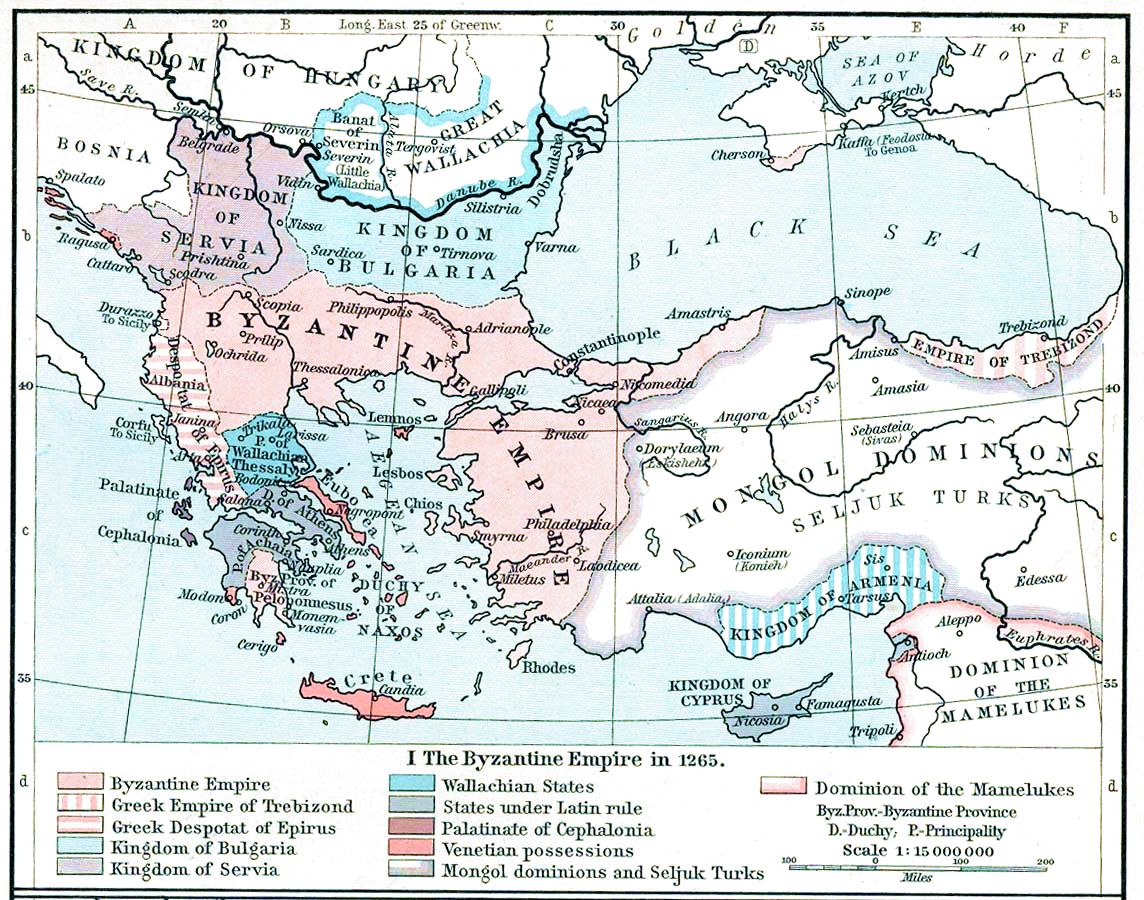
Трапезундская империя и другие соседи Византии к 1265 году (William R. Shepherd, Historical Atlas, 1911)

В 1253 году Мануил отправил послов к королю Франции Людовику IX, который в то время находился в Сидоне после поражения в битве при Фарискуре, с рассчитывая с ним породниться — Мануил незадолго до этого овдовел. «Король не взял ни одну из своих дочерей в крестовый поход», — пишет историк Уильям Миллер, — «поэтому рекомендовал Мануилу сделать предложение о брачном союзе Латинской империи, что было бы полезно для обоих государств в борьбе против Ватаца, греческого императора Никеи». О дальнейшей истории сватовства Мануила источники умалчивают, однако известно, что в итоге его третьей женой стала дочь трапезундского дворянина Ирина Сирикаина.
Когда Михаил VIII Палеолог в 1261 году отбил Константинополь у латинян и восстановил Византийскую империю, он безуспешно требовал, чтобы Мануил отказался от претензий на звание «императора и самодержца римлян».

## Смерть и наследие
Для последующих поколений понтийцев эпоха Мануила I представлялась чуть ли не золотым веком в истории Великих Комнинов: в конце XIV века Михаил Панарет писал, что Мануил был «воинственнейший и удачливейший», «царствовал добро и богоугодно».
Мануил I Комнин умер в марте 1263 года, ему наследовал его сын Андроник Великий Комнин.
В своё правление Мануил построил храм и монастырь Святой Софии вблизи Трапезунда, а кроме того добился от Константинополя права рукоположения епископов Трапезундской митрополии на месте.

## Браки и дети
- 1-я жена: с 1235 Анна Ксилалоя (ум. до 1253)
  - Андроник II Великий Комнин (1236—1266), император Трапезунда
- 2-я жена: с 1242/45 Русудан Грузинская (май 1223 — до 1253)
  - Феодора Великая Комнина (ум. после 1285), императрица Трапезунда
- 3-я жена: после 1253 Ирина Сирикаина (1238 — после 1280)
  - Георгий Великий Комнин (ум. после 1284), император Трапезунда
  - дочь (1258/59 — после 1280); муж: с 1273 представитель знатного грузинского рода
  - дочь (1260/61 — после 1289); муж: c 1277 Деметре II (1259 — 12 марта 1289), царь Грузии
  - Иоанн II Великий Комнин (1262/63 — 16 августа 1297), император Трапезунда